# Acanthocyclops smithae
Acanthocyclops smithae is een eenoogkreeftjessoort uit de familie van de Cyclopidae. De wetenschappelijke naam van de soort is voor het eerst geldig gepubliceerd in 1999 door Reid & Suárez-Morales.